# Soft Machine

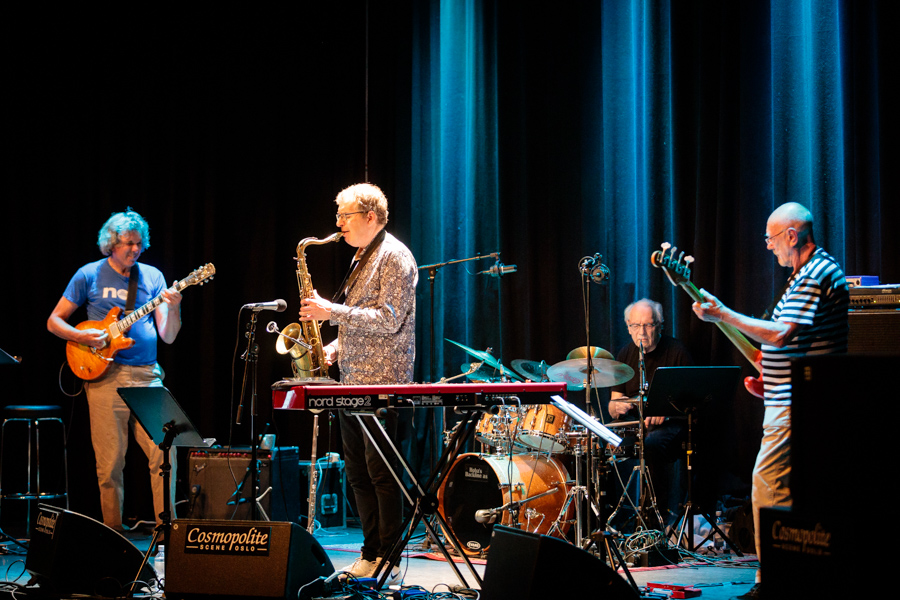
Soft Machine 2018

Soft Machine ist eine britische Band, die zu den Pionieren des Canterbury Sound zählt. Sie formierte sich 1966 in Canterbury in England und spielte dort anfangs eine zentrale Rolle in der Musikszene.

## Bandbiografie
The Soft Machine war der Titel eines Romans von William S. Burroughs, nach dem sich die Gruppe benannte. Sie bestand in ihrer ersten Inkarnation aus dem australischen Beatnik Daevid Allen (Gitarre), zwei Mitgliedern der Gruppe Wilde Flowers: Kevin Ayers (Bass) und Robert Wyatt (Schlagzeug, Gesang) sowie Mike Ratledge (Keyboards), der schon 1962/63 mit Allen, Wyatt und den Brüdern Brian und Hugh Hopper musiziert hatte und live aufgetreten war. Allen hatte Burroughs in Paris kennengelernt und von diesem die Erlaubnis zur Verwendung des Gruppennamens erhalten.

### Von der Gründung bisThird
Von Anfang an setzten Soft Machine auf ein eigenes künstlerisches Konzept. Sie experimentierten mit Lightshows und Tonbandcollagen. Es entstanden erste Demo-Aufnahmen, die erst 1981 auf dem Album At the Beginning veröffentlicht wurden. Die zu dieser Zeit entstandenen Aufnahmen bewegten sich musikalisch noch sehr im kompakten Format üblicher Popsongs. Kurzzeitig spielte auch der Gitarrist Andy Summers mit, er verließ die Band aber bald wieder. Nach einem Engagement in Frankreich wurde Daevid Allen die Wiedereinreise nach Großbritannien verweigert, weil er sein Visum bei einem früheren Besuch überzogen hatte. Er blieb in Frankreich und gründete Gong, Soft Machine nahm als Trio ihre erste LP auf, The Soft Machine (1968).
Soft Machine gehörte in den Jahren 1967 und 1968 zu den Hausbands des legendären UFO Club in London, wo sie oft gemeinsam mit Pink Floyd auftraten.
Nach einer ausgedehnten Tour durch die Vereinigten Staaten, auf der sie als Vorgruppe von Jimi Hendrix auftraten, stieg Kevin Ayers aus der Band aus. Es wurde Ersatz gesucht und gefunden: Hugh Hopper, der bisher Roadie der Band war. Dazu kam als Saxophonist sein Bruder Brian, ebenfalls Mitglied der Wilde Flowers. Hughs ausdrucksstarkes Spiel am Bass und seine Qualitäten als Komponist prägten die Band für längere Zeit. In dieser Besetzung wurde 1969 das zweite Album aufgenommen: Volume Two. Charakteristisch gegenüber dem vorangegangenen Album traten nun noch stärker typische Jazzharmonik, ungerade Metrik und durch Hugh Hopper eine dichtere Rhythmussektion in den Vordergrund. Etwa zur selben Zeit legten Soft Machine das „The“ im Bandnamen ab.
Kurzzeitig wurde die Gruppe durch den Jazzpianisten Keith Tippett und drei Musiker seiner Band verstärkt: Mark Charig (Trompete), Nick Evans (Zugposaune) und Elton Dean (Alt-Saxophon), der zum vierten ständigen Mitglied wurde. In dieser Formation wurden einige Konzerte bestritten und ein Teil des dritten Albums Third aufgenommen. Dieses Doppelalbum wurde von der Kritik hochgelobt und zeigt auch die Entwicklung der Gruppe in Richtung komplexerer Rhythmen und ausgedehnter Instrumentalstücke. Es gilt zusammen mit Miles Davis’ Bitches Brew heute als eines der bedeutendsten frühen Dokumente der Fusion von Jazz und Rock und als die beste Platte der Band. 2007 veröffentlichte Sony BMG eine remasterte CD-Version mit überarbeitetem Klang und mit einer Live-Bonus-CD mit BBC-Aufnahmen, die zuvor schon 1988 mit dem Titel Live at the Proms 1970 erschienen waren.

### Zerfall ab 1972
Die Musik driftete immer mehr in Richtung Jazz, was zu internen Kontroversen führte. Robert Wyatt, der gerne mehr Gesang eingebracht hätte, verließ nach dem vierten Album, das den schlichten Namen 4 trug, ausschließlich im Studio entstand und nur Instrumentalstücke beinhaltete, 1972 die Band. Für die Aufnahmen waren wieder Charig und Evans dazugekommen, aber auch noch Roy Babbington (Kontrabass), Jimmy Hastings (Altflöte und Bassklarinette) und Alan Skidmore (Tenorsaxofon). Das Ergebnis war fast eine Art Big-Band-Sound mit Einflüssen aus John Coltranes Musik und dem europäischen Free Jazz. Auch dieses Album fand bei der Musikkritik hohe Anerkennung. Wyatt hingegen gründete 1971 Matching Mole. Mit dem Namen, einer französisierenden Verballhornung (machine molle) von Soft Machine, artikulierte er zugleich den alten Anspruch der Band, Musik und Gesang nicht voneinander zu trennen.
Die beiden LP-Seiten des fünften Albums 5 wurde mit zwei verschiedenen Schlagzeugern aufgenommen: Zuerst kam Phil Howard, mit dem sie im Herbst 1971 bei den Donaueschinger Musiktagen auftraten. Er verließ die Gruppe aber bereits nach kurzer Zeit, und als Nachfolger kam John Marshall. Mit diesem Album gingen Soft Machine den eingeschlagenen Weg konsequent weiter. Alle Stücke sind instrumental mit zum Teil komplizierten Rhythmus- und Harmoniewechseln.
Durch John Marshall entwickelte sich die Musik in Richtung Jazzrock. Dies wiederum war nicht im Sinne Elton Deans: Er verließ die Gruppe 1972. Seinen Platz nahm der Oboist, Saxofonist und Keyboarder Karl Jenkins von Ian Carrs Nucleus ein. Das daraufhin entstandene Doppelalbum Six zeigte bereits starken Einfluss von Marshall und dem neu hinzugekommenen Jenkins.
1973 verließ auch Hugh Hopper das Ensemble. Sein Nachfolger Roy Babbington, der schon beim vierten Album zusätzlich zu Hoppers E-Bass als Kontrabassist mitgewirkt hatte, war jetzt ab den Aufnahmen des siebten Albums Seven als einziger Bassist dabei. Der Wandel in Richtung Fusion war nun endgültig vollzogen, die Stücke waren wieder kürzer und rhythmisch geradliniger.
Mit dem nächsten Album Bundles (1975) ergänzte Allan Holdsworth mit seinem energischen Gitarrenspiel Soft Machines Sound um ein weiteres Melodieinstrument (er war bereits beim Auftritt der Band auf dem Montreux Jazz Festival 1974 dabei); das Album erinnert manchmal an John McLaughlins Mahavishnu Orchestra. Auf Softs (1976) wurde Holdsworth durch John Etheridge und Jenkins durch Alan Wakeman ersetzt; nach Erscheinen dieses Albums verließ mit Mike Ratledge das letzte Gründungsmitglied die Gruppe.
Soft Machine löste sich offiziell niemals auf, die Aktivitäten wurden aber immer sporadischer. 1978 erschien Alive and Well, das aus Konzerten mit demselben Titel entstand, doch nach der reinen Studioaufnahme Land of Cockayne (1981), die trotz prominenter Beteiligung (Jack Bruce am Bass) weder bei der Kritik noch beim Publikum Anklang fand, stellte Soft Machine den Betrieb endgültig ein.
Ab 1985 erschienen einige Mitschnitte älterer Konzerte.

### Neuformierung ab 1999
Nach langer Pause formierte sich die Band 1999 unter dem Namen Soft Ware in der Besetzung Elton Dean, Hugh Hopper, John Marshall und Keith Tippett. 2002 ging Tippett, Allan Holdsworth kam, und die Band gab sich den Namen Soft Works. Nach einer weiteren Umbenennung in Soft Machine Legacy spielte die Band ab Herbst 2004 in der Besetzung Elton Dean, Hugh Hopper, John Marshall und John Etheridge und veröffentlichte drei Alben: Live in Zaandam (2005) und das Studioalbum Soft Machine Legacy (2006) sowie die Live-DVD Live at the New Morning (2006). Nach Elton Deans Tod im Februar 2006 spielt nun Theo Travis mit. Diese Besetzung veröffentlichte im August 2007 das im Dezember 2006 im Studio von Jon Hiseman aufgenommene Album Steam. 2008 spielte Roy Babbington wegen Hugh Hoppers Erkrankung vertretungsweise Bass, nach Hoppers Tod 2009 ersetzte er ihn.
Der WDR produzierte anlässlich der 26. Leverkusener Jazztage am 22. November 2005 einen Mitschnitt; ein halbstündiger Ausschnitt davon wurde Mitte Januar 2006 in der Reihe Jazzline gesendet. Obwohl es sich bei Soft Machine Legacy eigentlich um Soft Machine handelt und die Band von Konzert- und Festivalveranstaltern (etwa auf der Zappanale 2006) meist auch unter diesem Namen angekündigt wurde, trat die Band noch als Soft Machine Legacy auf.

### Wieder „Soft Machine“ ab 2016
2016 beschloss die Band, auf das „Legacy“ im Namen zu verzichten und sich fortan wieder „Soft Machine“ zu nennen. Für den Namenszusatz bis dahin gab es laut Travis keine rechtliche Notwendigkeit. Seit 2023 besteht die Formation aus Travis, Etheridge, Fred T. Baker und Asaf Sirkis.

## Diskografie
Studioalben
- 1968: The Soft Machine
- 1969: Volume Two
- 1970: Third
- 1971: Fourth
- 1972: Fifth
- 1973: Six
- 1973: Seven
- 1975: Bundles
- 1976: Softs
- 1981: Land of Cockayne
- 2003: Abracadabra (als Soft Works)
- 2018: Hidden Details
- 2023: Other Doors[14]

Livealben und Kompilationen
- 1967: Jet-Propelled Photographs (Demo)
- 1971: Live at Henie Onstad Art Centre 1971 (Reel Recordings)
- 1977: Triple Echo
- 1978: Alive and Well
- 2015: Switzerland 1974 (Cuneiform)
- 2024: Høvikodden 1971 (Cuneiform)

Soft Machine Legacy

Studioalben
- 2006: Soft Machine Legacy
- 2007: Steam
- 2013: Burden of Proof

Livealben
- 2006: Live in Zaandam
- 2010: Live Adventures
- 2020: Live at the Baked Potato

## Filmografie
- 2015: Romantic Warriors III: Canterbury Tales (DVD)